# Manfred Lahnstein
Manfred Lahnstein, né le 20 décembre 1937 à Erkrath, est un homme d'affaires et homme politique allemand membre du Parti social-démocrate d'Allemagne (SPD).
Il dirige la chancellerie fédérale sous Helmut Schmidt de 1980 à 1982, puis est devenu ministre fédéral des Finances jusqu'au renversement de la coalition sociale-libérale alors au pouvoir en octobre 1982. Il est également ministre fédéral de l'Économie par intérim pendant deux semaines en septembre 1982.

## Éléments professionnels

### Formation et carrière syndicale
Orphelin de père à huit ans, il passe avec succès son Abitur en 1957 à Düsseldorf, accomplit des études supérieures de sciences économiques et sociales à l'Université de Cologne et obtient un diplôme d'économiste en 1961. Cette même année, il devient secrétaire au travail et à l'apprentissage des jeunes de la Confédération allemande des syndicats (DGB) de Rhénanie-du-Nord-Westphalie, pour une durée trois ans, et secrétaire de la Confédération européenne des syndicats à Düsseldorf jusqu'en 1965.
Il rejoint alors le siège de la confédération à Bruxelles, et y représente la DGB jusqu'en 1967, année où il entre au service du vice-président de la Commission européenne Wilhelm Haferkamp. En 1971, il obtient le poste de chef de cabinet, qu'il conserve jusqu'en 1973.

### Dans la haute fonction publique fédérale
Il fait ensuite son retour à Bonn comme directeur du département économique de la chancellerie fédérale, alors occupée par Willy Brandt. Ce dernier démissionne en 1974 et Manfred Lahnstein est choisi comme directeur du département des affaires politiques du ministère fédéral des Finances par son titulaire, Hans Apel. Il reste en poste jusqu'en 1977.

### Homme d'affaires
Six ans plus tard, il est recruté par la société Bertelsmann, où dirige la division des nouveaux médias, puis devient professeur de sciences économiques à l'Institut de gestion culturelle et médiatique de l'école supérieure de musique et de théâtre de Hambourg en 1986. Il entre au conseil de surveillance de Bertelsmann en 1994, et fonde Lahnstein & Partners, un cabinet de consultants internationaux basé à Hambourg, la même année.
Il devient membre du conseil d'administration de Bertelsmann en 1998, mais le quitte six ans plus tard. Depuis février 2009, il siège au conseil de surveillance de la société d'investissements Lahnstein Middelhoff Berger & Partners LLP, installée à Londres.
Par ailleurs, il préside le conseil d'administration de la fondation ZEIT-Stiftung Ebelin und Gerd Bucerius en 1995, et est consultant auprès de la banque Rothschild.

## Vie politique
Manfred Lahnstein adhère au Parti social-démocrate d'Allemagne (SPD) en 1959.
En 1977, il devient secrétaire d'État administratif, chargé des affaires monétaires, du crédit, de la finance internationale et des affaires européennes du ministère fédéral des Finances. À la suite des élections de 1980, il est nommé Directeur de la chancellerie fédérale, alors occupée par Helmut Schmidt. Il occupe ce poste jusqu'au 28 avril 1982, lorsqu'il devient ministre fédéral des Finances. Quand le FDP quitte la coalition sociale-libérale le 17 septembre, il est choisi comme ministre fédéral de l'Économie par intérim, tout en conservant le portefeuille des Finances. Il est contraint à la démission le 4 octobre, à la suite de la formation d'une coalition noire-jaune. Aux élections fédérales anticipées de 1983, il est élu député de Rhénanie-du-Nord-Westphalie au Bundestag, mais démissionne dès le 31 août et se retire de la vie politique.